# Autograph
Autograph – amerykański zespół glam metalowy założony w Los Angeles w 1983 roku. Pomimo dobrej promocji zespołu i jego pierwszego albumu Sign in Please z 1984 r. wyróżniającego singel „Turn up the Radio” popularność grupy zaczęła raptownie spadać, co zakończyło się rozwiązaniem grupy w 1989 r. Autograph zostało reaktywowane w innym składzie w 2002 roku, co rok później zaowocowało wydaniem albumu Buzz, ale grupa nie jest aktywna, chociaż jej rozwiązanie nie zostało ogłoszone.
Autograph zostało sklasyfikowane przez VH1 na 34. miejscu listy na 40 Najlepszych Hairmetalowych Zespołów Wszech Czasów.

## Historia

### Dobry początek, szybki koniec (1983–1989)
Z założenia miał to być solowy projekt wokalisty i gitarzysty Steve’a Plunketta, który nie był zadowolony z faktu, że skomponowane przez niego utwory nie zostały zamieszczone na albumie Trouble at Home (1983) zespołu Silver Condor, w którym grał wtedy na gitarze. Plunkett postanowił napisać kilka dodatkowych utworów i nagrać niektóre z nich na kasecie demo, aby później podjąć się próby podpisania kontraktu z jakąś wytwórnią płytową. Do nagrania dema zaangażował swoich znajomych, z którymi już wcześniej współpracował: gitarzystę Steve’a Lyncha (grał z nim w zespole Looker), basistę Randy’ego Randa (Wolfgang), perkusistę Keniego Richardsa (John Doe), oraz keyboardzistę Stevena Ishama. W tym składzie muzycy nagrali demo składające się z czterech utworów: „Deep End,” „Friday,” „In the Night” oraz „Send Her to Me.” Z nagranego dema muzycy, którzy mieli jedynie pomóc Plunkettowi zarejestrować utwory, byli tak zadowoleni, że postanowili kontynuować współpracę ze sobą jako zespół. Plunkett zaprezentował demo Andy’emu Johnsowi, którego poznał przy okazji miksowania wspomnianego już albumu Trouble at Home. Na Johnsie demo zrobiło tak duże wrażenie, że zaproponował zespołowi wstąpienie do studiów nagraniowych Record Plant Studios w Los Angeles aby za darmo nagrał nowe, lepiej brzmiące demo. Po nagraniu nowego dema członkowie zespołu przyjęli dla swojej grupy nazwę Autograph, która została zainspirowana tytułem popularnego wtedy (w USA: 1. pozycja na rockowej; 12. na krajowej liście przebojów „Billboardu”) utworu „Photograph” zespołu Def Leppard. W międzyczasie perkusista Keni Richards poznał Davida Lee Rotha – wokalistę zespołu Van Halen. Wkrótce Richards i Roth zostali dobrymi przyjaciółmi i Richards postanowił zaprezentować Rothowi demo Autographu. Muzyka zespołu tak przypadła do gustu Rothowi, że zaproponował grupie supportowanie Van Halen na ich zbliżającej się trasie koncertowej po Stanach Zjednoczonych 1984 Tour promującej album 1984, który miał zostać wydany 9 stycznia 1984.
Jako że Van Halen osiągało wtedy szczyty popularności (album 1984 trafił na 2. pozycję krajowej listy przebojów w USA oraz został sprzedany dziś w ponad 10 milionach kopii w USA), a Autograph nie miał jeszcze ani kontraktu z żadną wytwórnią płytową, ani nie zadebiutował jeszcze na żadnym oficjalnym wydawnictwie odpowiedź zespołu była zdecydowanie twierdząca. Trasa rozpoczęła się 18 stycznia 1984 w Jacksonville w stanie Floryda przed ok. 12-tysięczną publicznością, chociaż grupa musiała wtedy żebrać, kraść oraz pożyczać pieniądze, by – mając na to sześć tygodni – zorganizować sprzęt, załogę oraz ciężarówkę i wyruszyć z Los Angeles na południowo-zachodnim krańcu Stanów do Jacksonville na południowo-wschodnim krańcu Stanów. W trakcie trasy zespół rozpoczął poszukiwania menedżera. W tej sprawie grupie ponownie pomógł Andy Johns, którego przyjaciółką była Suzy Frank. Menedżerka nie dołączyła do Autographu będącego w trasie, tylko została w Los Angeles i rozpoczęła próby załatwienia grupie kontraktu z jakąś wytwórnią płytową wykorzystując do tego nagrane demo zespołu. Dwa miesiące później, pod koniec marca 1984, wiceprezydent RCA Records Paul Atkinson wysłał swojego asystenta Jose Menendeza by ten zobaczył występ grupy w hali Madison Square Garden w Nowym Jorku. Autograph zrobiło na Menendezie wystarczająco duże wrażenie by ten odwiedził zespół w garderobie po występie i zaproponował podpisanie kontraktu, który został tam podpisany. Grupa natychmiast opuściła trasę zespołu Van Halen i powróciła do Los Angeles, by nagrać swój pierwszy album studyjny. Z producentem Neilem Kernonem Autograph nagrało Sign in Please wydane w październiku 1984. Album trafił na 29. pozycję krajowej listy przebojów w USA, w kwietniu 1985 (również w Stanach) przyznana mu została złota płyta za 500 tysięcy sprzedany sztuk, a dziś liczba ta wynosi ponad 700 tysięcy sztuk. Oprócz trasy koncertowej z Van Halen w wypromowaniu zespołu i albumu pomógł utwór „Turn up the Radio,” który na dodatek był ostatnim utworem napisanym na płytę. Wydany jako singel, jak i teledysk spotkał się z dobrym przyjęciem, jak i ze strony muzycznej stacji telewizyjnej MTV, która w ogromnych ilościach puszczała na antenie teledysk do wspomnianego utworu, jak i stacji radiowych co zaowocowało 17. pozycją na rockowej oraz 29. na krajowej liście przebojów w USA.
W październiku 1985 Autograph wydał drugi album studyjny That’s the Stuff. Chociaż singel z płyty – „Blondes in Black Cars” – zajął 38. pozycję na rockowym zestawieniu w USA, to nie przyczynił się on do wypromowania albumu. That’s the Stuff został uznany za rozczarowanie, co odzwierciedliła 92. lokata na krajowej liście przebojów w USA. Mimo niepowodzenia albumu grupa została zaproszona do supportowania kolejno przez Mötley Crüe w 1985, które promowało płytę Theatre of Pain oraz w 1986 przez zespół Heart. Trzeci album studyjny Autographu – Loud and Clear – ukazał się w 1987. Pomimo tego, że album ukazywał „muzyczną poprawę” 108. pozycja płyty w USA oraz zerowe wsparcie ze strony wytwórni RCA nie zdołały „uratować” zespołu przed tym co miało nadejść. Pomimo plotek sugerujących zmianę wytwórni płytowej na Geffen Records członkowie zespołu zaczęli powoli dochodzić do wniosku, że istnienie Autographu dobiega końca. Mimo nagrania przez grupę „obiecujących” dem w 1988 z zespołu odszedł Steven Isham. Powodem jego odejścia były właśnie nagrane dema na których Autograph próbowało zmierzać ku cięższej muzyce niewymagającej do tego udziału keyboardu. Z powodów znikomego zainteresowania ze strony wytwórni płytowej RCA Records oraz uczucia niewielu rzeczy jeszcze do osiągnięcia jako grupa Autograph zostało rozwiązane w 1989 roku.

### Zawieszona działalność (1989–2002)
Po rozwiązaniu Autographu większość członków zespołu poświęciła się innym muzycznym projektom, które prezentują się następująco:
- Steve Plunkett wydał w 1991 solowy album studyjny My Attitude. Plunkett postanowił spróbować sił jako producent muzyczny i do dziś wyprodukował ponad 10 albumów. Miał on również udział w komponowaniu utworów dla innych zespołów, m.in. był współautorem hitu z 1990 (w USA: 11. pozycja na rockowej; 44. na krajowej liście przebojów „Billboardu”[5]) „How Much Love” żeńskiej grupy popmetalowej Vixen.

- Steve Lynch również nagrał solowy album, ale do dziś nie został on wydany. Lynch reprezentował firmę Crate Amplifiers produkującą wzmacniacze gitarowe oraz napisał kilka książek opisujących techniki gry dla gitarzystów.
- Steven Isham współpracował z paroma artystami, m.in. z wokalistą Mötley Crüe Vince’em Neilem.
- Keni Richards dołączył w 1990 do krótko-istniejącego zespołu Dirty White Boy z którym – również w 1990 – nagrał jedyny album grupy Bad Reputation. Grał również na paru albumach, m.in. na No Rest for the Wounded Heart z 1996 Roberta Teppera. Richards musiał jednak zrezygnować z aktywnej gry na perkusji z powodu dolegającej mu od dawna choroby pleców.
- Ze wszystkich członków zespołu jedynie basista Randy Rand całkowicie zrezygnował z muzyki. Najpierw poświęcił się tworzeniu skórzanych rzeczy, a obecnie tworzy części dla Harleya-Davidsona.

W 1997 niemiecka wytwórnia płytowa USG Records zaproponowała Steve’owi Plunkettowi wydanie albumu kompilującego niewydany-dotąd materiał Autographu. Album został wydany 5 sierpnia 1997 pt. Missing Pieces i został ciepło przyjęty przez fanów grupy. Kompilacja zawiera m.in. demo utworu „Turn up the Radio” oraz „Angel in Black,” który – choć niewydany wcześniej przez Autograph – został wykonany w 1992 przez grupę Bangalore Choir na albumie On Target.

### Powrót (2002)
W 2002 pojawiła się informacja jakoby Steve Plunkett założył nowy zespół – Winslow Liege – z basistą Lance’em Morrisonem (współpracował m.in. z Alanis Morissette na albumie Jagged Little Pill), i perkusistą Mattem Laugiem (był członkiem zespołu Slash’s Snakepit oraz współpracował parokrotnie razem z Morrisonem m.in. przy albumie Jagged Little Pill). W październiku 2002 informacja o powstaniu Winslow Liege została zaprzeczona informacją, że Plunkett wznowił działanie Autographu, podpisał kontrakt z niemiecką wytwórnią płytową Point Music Records oraz że w marcu bądź kwietniu 2003 nastąpi premiera nowego albumu zespołu. W składzie z Plunkettem, Morrisonem, Laugiem, oraz gitarzystą Toddem „T. J.” Helmerichem grupa pod szyldem Autograph (Version 2.03) wydała 28 kwietnia 2003 album zatytułowany Buzz. Choć płyta zadowoliła fanów zespołu, Buzz nie zwrócił zbytniej uwagi w przemyśle muzycznym. 19 stycznia 2004 wytwórnia Point Music wydała reedycję kompilacji Missing Pieces pt. More Missing Pieces zawierającą dodatkowe siedem utworów.

## Skład
| - Steve Plunkett – śpiew, gitara rytmiczna - Randy Rand – gitara basowa - Steve Lynch – gitara prowadząca - Keni Richards – perkusja - Steven Isham – keyboard (do 1988)(zm. 9 grudnia 2008) | - Steve Plunkett – śpiew, gitara rytmiczna, keyboard - T.J. Helmerich – gitara prowadząca - Matt Laug – perkusja - Lance Morrison – gitara basowa |

## Dyskografia

### Albumy studyjne
| Data wydania     | Tytuł            | Wytwórnia płytowa | Pozycje na zestawieniach | Producent               |
| Data wydania     | Tytuł            | Wytwórnia płytowa | The Billboard 200        | Producent               |
| ---------------- | ---------------- | ----------------- | ------------------------ | ----------------------- |
| Październik 1984 | Sign in Please   | RCA               | 29                       | Neil Kernon             |
| Październik 1985 | That’s the Stuff | RCA               | 92                       | Autograph, Eddie Delena |
| 1987             | Loud and Clear   | RCA               | 108                      | Andy Johns              |
| 28 kwietnia 2003 | Buzz             | Point Music       | –                        | Steve Plunkett          |

### Kompilacje
| Data wydania     | Tytuł               | Wytwórnia płytowa | Producent      |
| ---------------- | ------------------- | ----------------- | -------------- |
| 5 sierpnia 1997  | Missing Pieces      | USG               | Steve Plunkett |
| 19 stycznia 2004 | More Missing Pieces | Point Music       | Steve Plunkett |

### Single
| Rok  | Tytuł                                | Pozycje na zestawieniach | Pozycje na zestawieniach | Album            | Uwagi                                                    |
| Rok  | Tytuł                                | Mainstream Rock Tracks   | The Billboard Hot 100    | Album            | Uwagi                                                    |
| ---- | ------------------------------------ | ------------------------ | ------------------------ | ---------------- | -------------------------------------------------------- |
| 1984 | „Turn up the Radio”                  | 17                       | 29                       | Sign in Please   | Singel wydany w dwóch wersjach: promocyjnej i normalnej. |
| 1984 | „Send Her to Me”                     | –                        | –                        | Sign in Please   | Wydany ogólnoświatowo.                                   |
| 1985 | „Blondes in Black Cars”              | 38                       | –                        | That’s the Stuff | Wydane tylko w USA.                                      |
| 1985 | „Night Teen & Non-Stop”              | –                        | –                        | Sign in Please   |                                                          |
| 1985 | „My Girlfriend’s Boyfriend Isn’t Me” | –                        | –                        | Sign in Please   |                                                          |
| 1986 | „That’s the Stuff”                   | –                        | –                        | That’s the Stuff |                                                          |
| 1987 | „She Never Looked That Good for Me”  | –                        | –                        | Loud and Clear   |                                                          |

### Utwory na/w innych wydaniach

#### Filmy / Soundtracki
- 1985: Tajemniczy wielbiciel – „Take No Prisoners,” „My Girlfriend’s Boyfriend Isn’t Me,” i „Deep End”
- 1985: Postrach nocy – „You Can’t Hide from the Beast Inside”
- 1986: Youngblood – „Winning Is Everything”
- 1987: Jaki ojciec, taki syn – „She Never Looked That Good for Me” (przez ok. minutę zespół występuje również w filmie grając koncert w jednej ze scen)

#### Gry komputerowe
- 2002: Grand Theft Auto: Vice City, stacja radiowa V-Rock i boxset Grand Theft Auto: Vice City Box Set – „Turn up the Radio”
- 2006: Grand Theft Auto: Vice City Stories, stacja radiowa V-Rock – „All I’m Gonna Take”
- 2010: Alpha Protocol, walka z Brayko – „Turn up the radio”

#### Seriale telewizyjne
- 1984: Policjanci z Miami, sezon 1, odcinek 11: „Little Prince” – „Turn up the Radio”
- 1996: Plaże Malibu, odcinek 1, część 2 – „Deep End”

#### Składanki
- „Turn up the Radio”
  - 1995: 18 Headbangers from the 80’s
  - 1996: Hi-Octane Hard-Driving Hits for the Roadious
  - 1997: 80’s Glam Rock
  - 1998: Hits of the 80’s
  - 1998: Monsters of Rock
  - 1998: Youth Gone Wild: Heavy Metal Hits of the ’80s, Vol. 4
  - 1998: Heard It on the Radio: FM Hits, Vol. 1
  - 1999: 80’s Rock, Vol. 2
  - 1999: Easyriders, Vol. 5
  - 2000: Eighties Rock
  - 2000: Entertainment Weekly: The Greatest Hits 1985
  - 2000: California Rock
  - 2001: Top Groups of the Eighties
  - 2001: VH1: The Big 80’s Big Hair, Vol. 2
  - 2001: Entertainment Weekly: The Greatest Hits 1985–1989
  - 2002: Love Metal
  - 2002: Pure 80’s Rocks
  - 2004: The Real ’80s
  - 2004: Hard and Heavy
  - 2007: Gold: ’80s Metal
  - 2007: VH1 Classic Presents: Metal Mania – Stripped, Vol. 3 (w wersji akustycznej)
  - 2007: Monster Metal Hits & Power Ballads
  - 2007: Monster Mullet Rock
  - 2007: This Is Stadium Anthems
  - 2007: Guitar Heroes: Rock of the ’80s
  - 2008: American ’80s Hair Metal
  - 2008: Big Hair ’80s Hits